# Hoher Dachstein
Hoher Dachstein är ett berg i Österrike.   Det ligger i distriktet Gmunden och förbundslandet Oberösterreich, i den centrala delen av landet, 220 km väster om huvudstaden Wien. Toppen på Hoher Dachstein är 2 995 meter över havet. Hoher Dachstein ingår i Dachstein.
Terrängen runt Hoher Dachstein är bergig norrut, men söderut är den kuperad. Hoher Dachstein är den högsta punkten i trakten. Närmaste större samhälle är Schladming, 11,0 km sydost om Hoher Dachstein. 
Trakten runt Hoher Dachstein består i huvudsak av gräsmarker. Runt Hoher Dachstein är det ganska glesbefolkat, med 25 invånare per kvadratkilometer.